# Туманність Медуза
Координати:  07г 29м 02с, +13° 14′ 15″
Туманність Медуза — планетарна туманність, що розташована за півтори тисячі світлових років від Сонця у сузір'ї Близнят. Має в поперечнику чотири світлових роки. Інша її назва — Абель 31. Розташована між μ і η Близнят. Дуже стара туманність, складна для спостережень. За скорочені змієподібні волокна червоного кольору її названо на честь міфічної голови Медузи Горгони.
Стадія планетарної туманності є кінцевою стадією еволюції маломасивних зір типу Сонця, які на стадії червоного гіганта скидають свої зовнішні шари й перетворюються на гарячі білі карлики. Ультрафіолетове випромінювання залишкової гарячої зорі змушує світитися туманність. Біля центру туманності видно досить яскраву зорю, яка не пов'язана з туманністю. Центральна зоря туманності Медузи — слабша зоря нижче й справа від центру туманності.